# Natalia Karamchakova
Natalia Karamchakova –en ruso, Наталья Карамчакова– (7 de mayo de 1975) es una deportista rusa que compitió en lucha libre. Ganó una medalla de plata en el Campeonato Mundial de Lucha de 2003 y dos medallas en el Campeonato Europeo de Lucha, oro en 2003 y bronce en 2004.

## Palmarés internacional
| Campeonato Mundial | Campeonato Mundial          | Campeonato Mundial | Campeonato Mundial |
| Año                | Lugar                       | Medalla            | Categoría          |
| ------------------ | --------------------------- | ------------------ | ------------------ |
| 2003               | Nueva York (Estados Unidos) | Medalla de plata   | 51 kg              |
| Campeonato Europeo |                             |                    |                    |
| Año                | Lugar                       | Medalla            | Categoría          |
| 2003               | Riga (Letonia)              | Medalla de oro     | 51 kg              |
| 2004               | Ankara (Turquía)            | Medalla de bronce  | 55 kg              |